# Přemysl le Laboureur
Pour les articles homonymes, voir Premysl.
Přemysl (lire Pjem'sl, en tchèque : Přemysl oráč, en polonais : Przemysł oracz, dans les deux cas Přemysl le laboureur) est le fondateur mythique de la dynastie des Přemyslides qui ont régné sur la Bohême-Moravie de 873, ou une date antérieure, à 1306.

## Légende

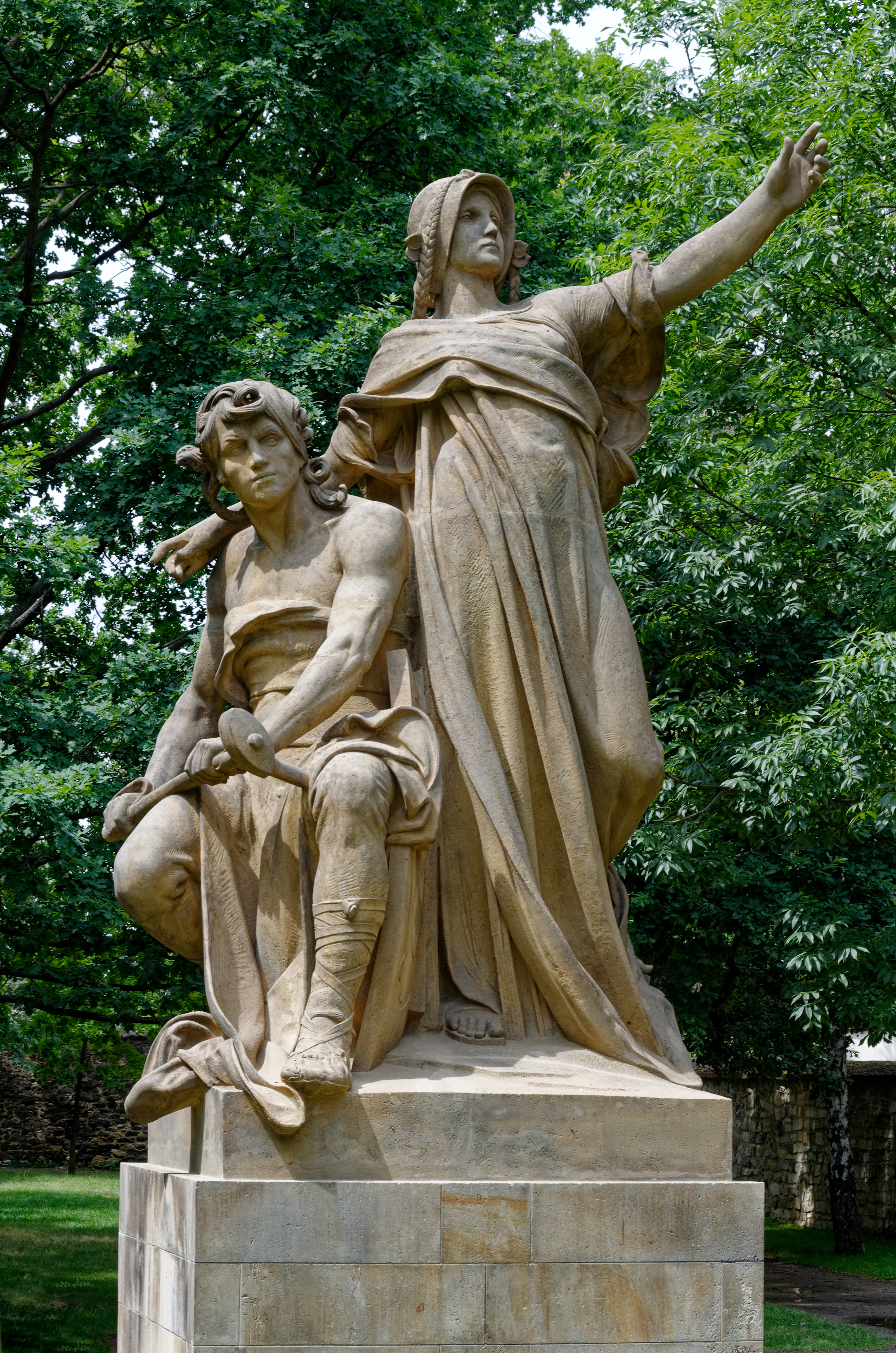
Sculpture de Přemysl et Libuše par Josef Václav Myslbek. Parc Vyšehrad, Prague.

Selon la légende, Přemysl est un laboureur du village de Stadice qui a attiré le regard de Libuše, fille du duc Krok, un chef de clan qui régnait alors sur une partie du peuple tchèque. Přemysl épousa Libuše qui est selon la tradition la fondatrice de Prague, ayant prophétisé qu'à cet endroit, alors désert, s'élèverait une ville dont le rayonnement et la gloire dépasserait les frontières du pays. Selon une tradition très tardive, Přemysl et Libuše ont trois fils : Nezamysl, Radobyl et Liudomir.
L'histoire de la princesse Libuše et de Přemysl Oráč a été consignée par le chroniqueur Cosmas de Prague au début du 12e siècle. Selon lui, les hommes étaient mécontents du règne de la princesse Libuše et voulaient un homme comme souverain.

« Pendant ce temps, des messagers furent chargés de transmettre un message à l'homme, à sa maîtresse et au peuple. Lorsque la dame vit qu'ils étaient quelque peu hésitants, ne connaissant pas le chemin, elle leur dit : "Pourquoi hésitez-vous ? Allez sans vous inquiéter, suivez mon cheval, il vous conduira par le bon chemin et vous ramènera, car il a foulé ce sentier plus d'une fois... On répand une fausse rumeur et en même temps une fausse opinion selon laquelle la dame faisait toujours ce fabuleux voyage à cheval dans le silence de la nuit et y revenait avant le capuchon ; mais que le juif Apella le croie... ". »

— Kosmas, traduit par Karel Hrdina, Melantrich 1947
Přemysl fut convoqué au siège princier et épousa Libuše, selon Václav Hajek de Libočany (en), vers 650. Cosmas ne donne pas d'année pour les événements non documentés. Il inclut la légende parmi les premiers chapitres, dont il écrit : « ...Et puisque ces choses se sont déroulées dans les temps anciens, nous laissons au lecteur le soin de juger si elles se sont réellement produites ou si elles sont fictives... »
À Stadice, cet événement est commémoré par le monument de Přemysl datant de 1841.

## Přemysl dans la légende de Kristián

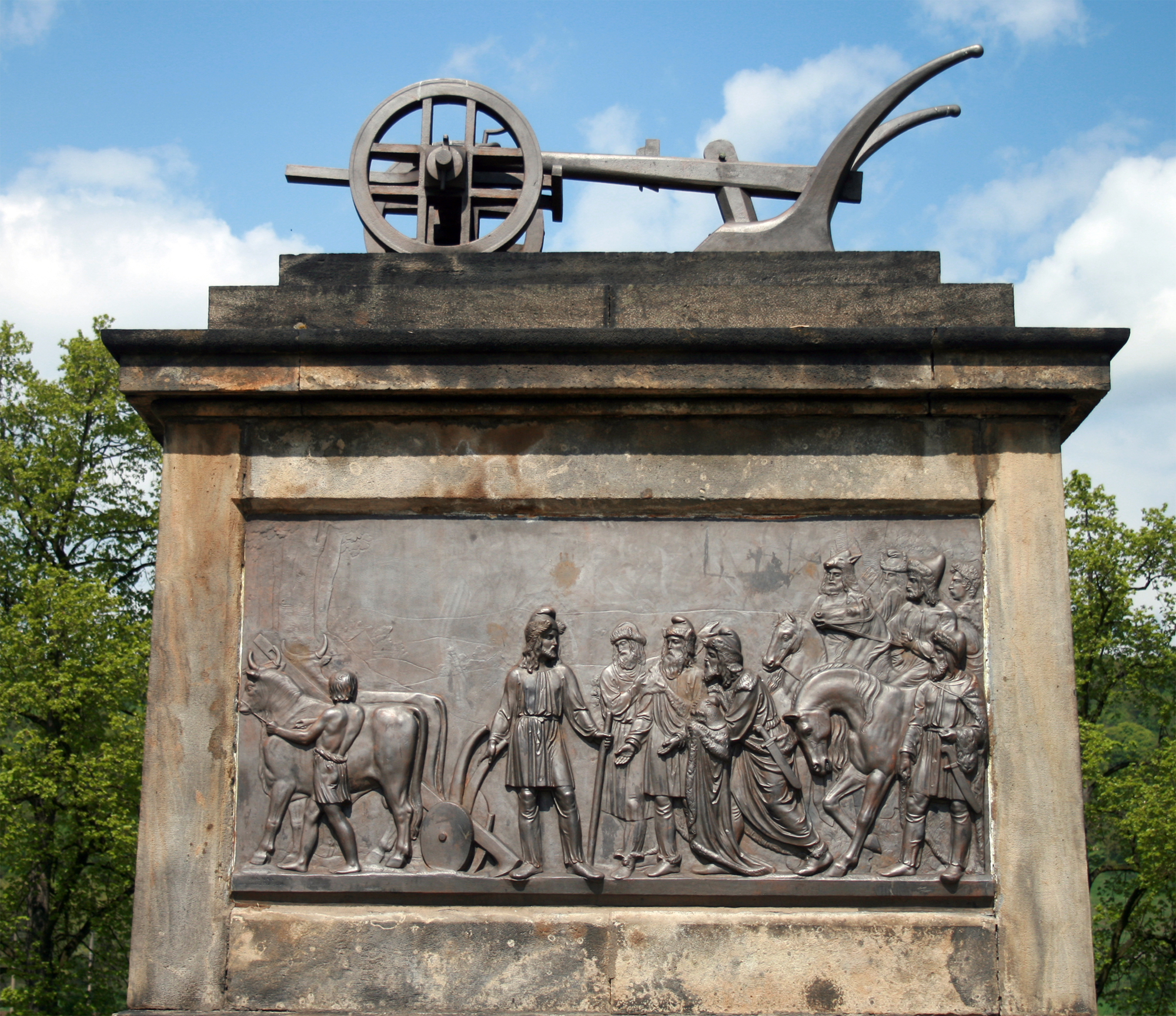
Monument de Přemysl le laboureur à sur le champ royal.

La première représentation de la légende se trouve dans la légende de Kristián, dans une version très simplifiée ; Přemysl est nommé, mais Libuše n'est citée que comme une vierge charmeuse de serpents, et aucun successeur n'est mentionné. Kristián est généralement placé au Xe siècle, et prouverait ainsi l'originalité de la légende rapportée par Cosmas. Cependant, certains historiens ont considéré qu'il s'agissait d'un faux du XIVe siècle. Plus récemment, Dušan Třeštík (cs) a défendu son authenticité.

« Mais les Slaves de Bohême, installés sous Arcturus lui-même et adonnés à l'idolâtrie, vivaient comme un cheval sans bride, sans loi, sans prince ni chef, et sans ville, comme des animaux déraisonnables, n'habitant qu'une vaste région. Enfin, lorsqu'ils furent frappés par une peste maligne, ils s'adressèrent, selon l'histoire, à un marchand de serpents pour lui demander conseil et divination. Après l'avoir reçu, ils fondèrent un château qu'ils appelèrent Prague. Ils trouvèrent un homme très prudent et ingénieux, qui n'était qu'un laboureur, nommé Přemysl, qu'ils firent prince ou chef, selon le décret de l'hadace, et lui donnèrent pour femme la vierge hadace.
Et lorsqu'ils furent enfin délivrés des différents fléaux, ils se mirent à leur tête le prince susmentionné, souverains ou ducs de sa descendance, servant des démons créés et impurs, et célébrant des sacrifices avec exubérance selon les coutumes païennes, jusqu'à ce qu'enfin le gouvernement du pays revienne à l'un des membres de la famille de ces princes, nommé Borivoj Ier. »

— La légende de Kristián, traduite par Jaroslav Ludvíkovský, 1978

## Idéologie
En tant que fondateur de la dynastie, Přemysl était tenu en haute estime en Bohême. En signe de son origine, les souverains tchèques portaient ses chaussures prétendument polies (lapti) et portaient son musc lors des intronisations et des couronnements. Ces reliques ont été conservées dans la chambre princière de Vyšehrad à partir de la fin du XIe siècle et ont été utilisées lors des couronnements des souverains tchèques jusqu'à Venceslas de Luxembourg. Elles ont probablement été détruites lors de la conquête de Vyšehrad par les Hussites en 1420. Selon d'autres sources, Rodolphe II les aurait conservées dans sa collection de curiosités. La plus ancienne représentation de la légende est conservée dans la rotonde de Sainte-Catherine (en) à Znojmo, datant de la première moitié du XIIe siècle. Selon la Chronique du dénommé Dalimil, seul le roi Venceslas Ier, qui avait honte de ses origines paysannes, s'est écarté de cette tradition.

## Autres
L'astéroïde (7695) Přemysl a été nommé en son honneur le 10 juin 1998.